# ザッツ・ファミリー
『ザッツ・ファミリー』は宝塚歌劇団の舞台作品。星組公演。
形式名は「グランド・ショー」。20場。	
1975年11月13日から12月14日まで宝塚大劇場（東京宝塚劇場未公演）で公演された。
併演作品は『美しく青きドナウ』。

## 解説
※『宝塚歌劇100年史（舞台編）』の宝塚大劇場公演のページを参照にした。
『ボン・バランス』の姉妹編ともいうべき作品。"家族"を題材として、人と人とのつながりの大切さを謳い上げたショー作品。アンデルセンやグリム、小川未明などのメルヘン世界を扱った。
第3回ヨーロッパ公演のため、鳳蘭ら数名が休演した。
当時・専科所属の大路三千緒が出演した。

## スタッフ
- 作・演出：横澤英雄[1]
- 音楽：高井良純[2]、吉崎憲治[2]、前田憲男[2]
- 音楽指揮：溝口堯[2]
- 振付：喜多弘[2]、司このみ[2]、山田卓[2]、朱里みさを[2]、中川久美[2]
- 装置：石浜日出雄[2]
- 衣装：静間潮太郎[2]
- 照明：今井直次[3]
- 音響・録音：松永浩志[3]
- 小道具：上田特市[3]
- 効果：扇野信夫[3]
- 演出助手：村上信夫[3]、三木章雄[3]
- 制作：橋本雅夫[3]